# 下郡駅

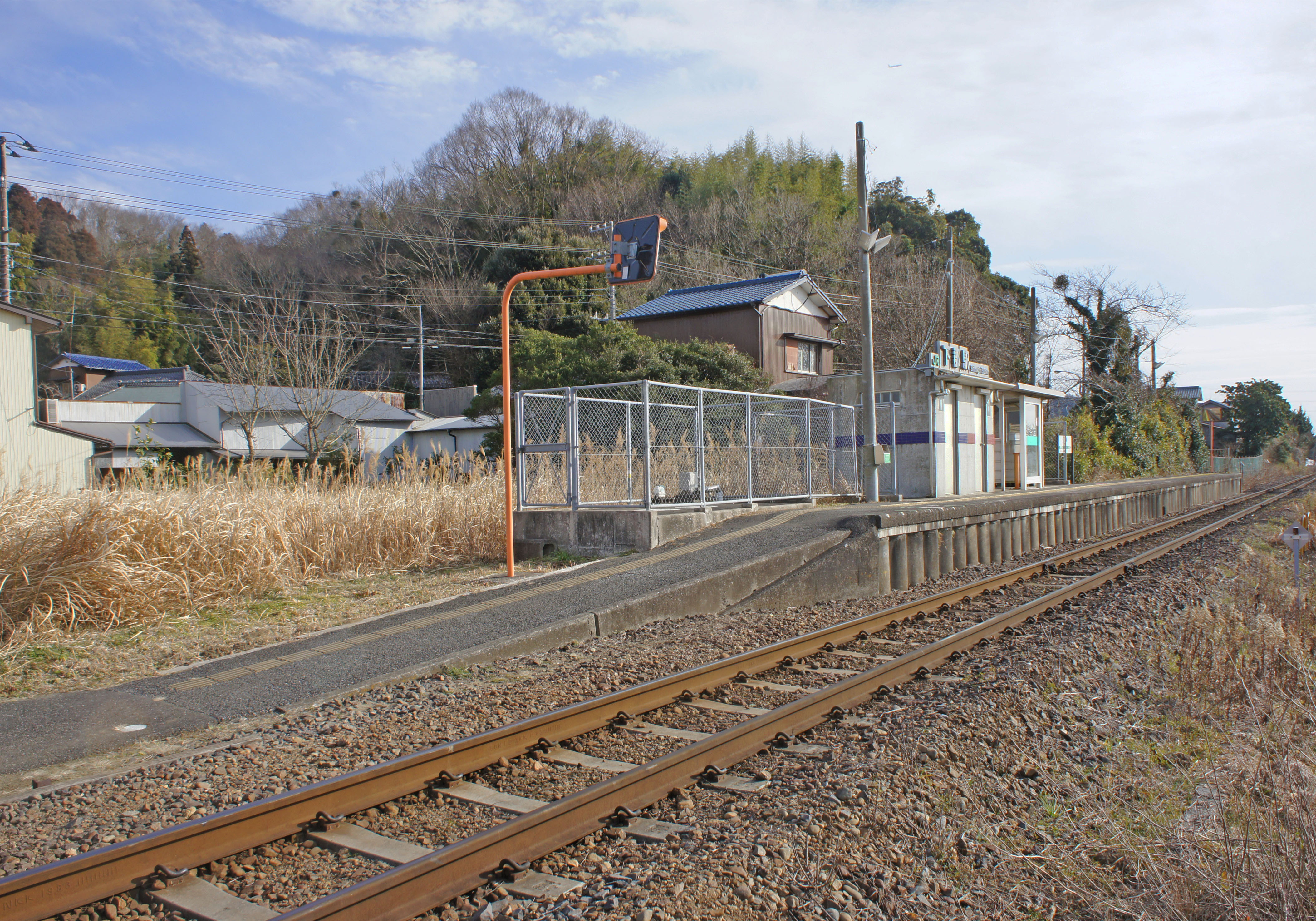
駅全景（2022年1月）

下郡駅（しもごおりえき）は、千葉県君津市山本湯名下にある、東日本旅客鉄道（JR東日本）久留里線の駅である。

## 歴史
久留里線木更津駅 - 上総亀山駅間開通の翌年1937年（昭和12年）、東横田駅と南隣の上総山本駅と共に開業した。太平洋戦争中の1944年（昭和19年）から久留里駅以南が営業休止となった久留里線は、戦後の1947年（昭和22年）に全線の営業を再開したが、利用客の少ない東横田駅、下郡駅、上総山本駅は営業休止とされた。下郡駅は1956年（昭和31年）に復活したが、南隣の上総山本駅は同年正式に廃止となった（東横田駅は1958年に営業再開した）。

### 年表
- 1937年（昭和12年）4月20日：鉄道省の駅として開設[1]。
- 1947年（昭和22年）1月20日：営業休止[1]。
- 1956年（昭和31年）7月1日：営業再開[1]。
- 1987年（昭和62年）4月1日：国鉄分割民営化に伴い、東日本旅客鉄道（JR東日本）の駅となる[1]。
- 2009年（平成21年）3月14日：東京近郊区間に編入される[2]。

## 駅構造
単式ホーム1面1線を有する地上駅。ホームは2両編成まで対応する。このため3両編成以上の列車は、進行方向前寄り2両のみ扉扱いし3両目以降はドアカットされる。
久留里駅管理の無人駅。駅舎は無く、ホームの上にプレハブの待合所が設置されている。また乗車駅証明書発行機も設置されている。トイレは男女別水洗式。

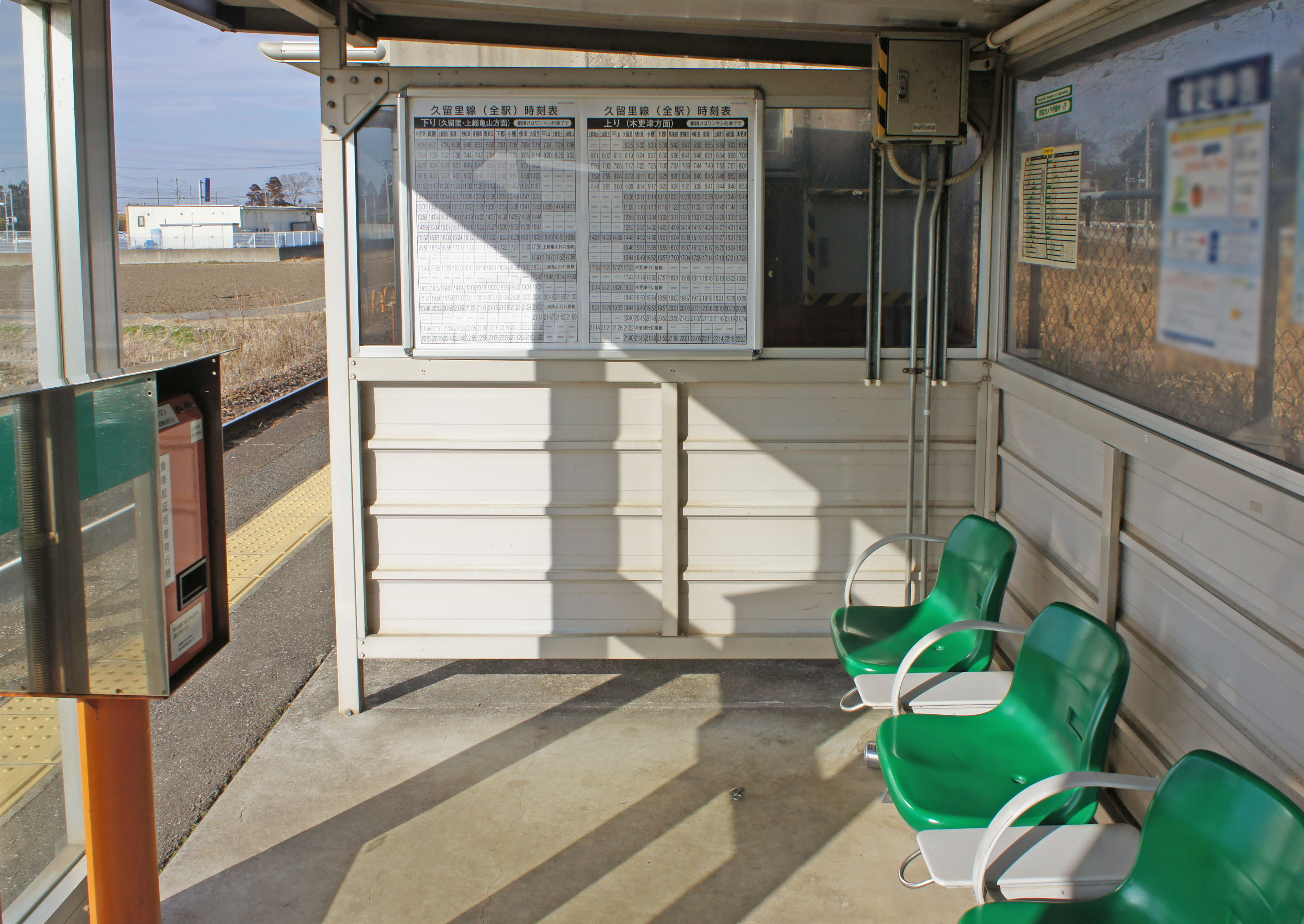
待合所内（2022年1月）
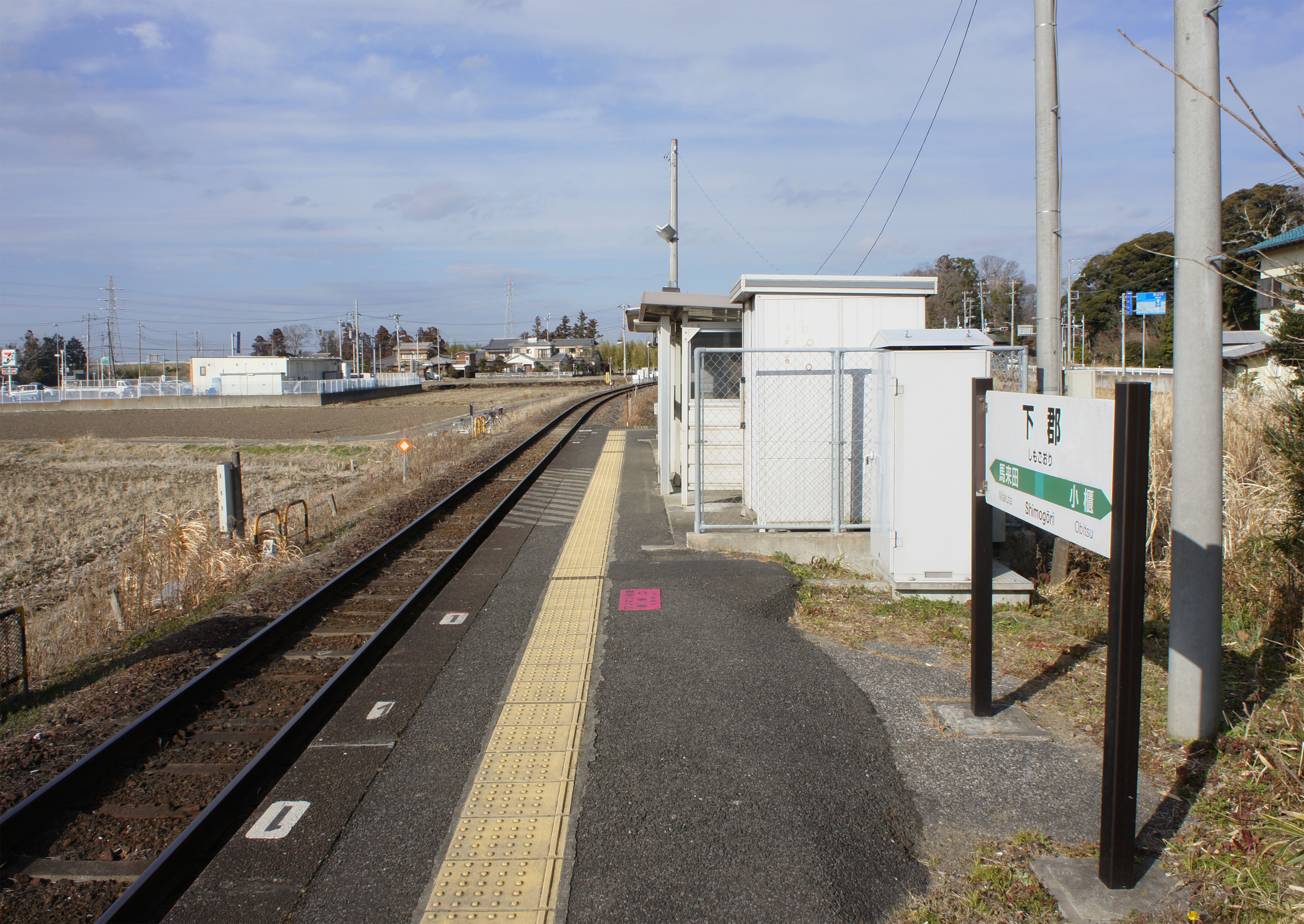
駅ホーム（2022年1月）

## 利用状況
2006年（平成18年）度の1日平均乗車人員は78人である。
千葉県統計年鑑によると、近年の1日平均乗車人員の推移は以下の通り。
| 年度               | 1日平均 乗車人員 | 出典     |
| ------------------ | ---------------- | -------- |
| 1990年（平成02年） | 124              | [ * 1 ]  |
| 1991年（平成03年） | 168              | [ * 2 ]  |
| 1992年（平成04年） | 112              | [ * 3 ]  |
| 1993年（平成05年） | 106              | [ * 4 ]  |
| 1994年（平成06年） | 112              | [ * 5 ]  |
| 1995年（平成07年） | 107              | [ * 6 ]  |
| 1996年（平成08年） | 105              | [ * 7 ]  |
| 1997年（平成09年） | 95               | [ * 8 ]  |
| 1998年（平成10年） | 87               | [ * 9 ]  |
| 1999年（平成11年） | 89               | [ * 10 ] |
| 2000年（平成12年） | 79               | [ * 11 ] |
| 2001年（平成13年） | 67               | [ * 12 ] |
| 2002年（平成14年） | 62               | [ * 13 ] |
| 2003年（平成15年） | 64               | [ * 14 ] |
| 2004年（平成16年） | 76               | [ * 15 ] |
| 2005年（平成17年） | 76               | [ * 16 ] |
| 2006年（平成18年） | 78               | [ * 17 ] |

## 駅周辺

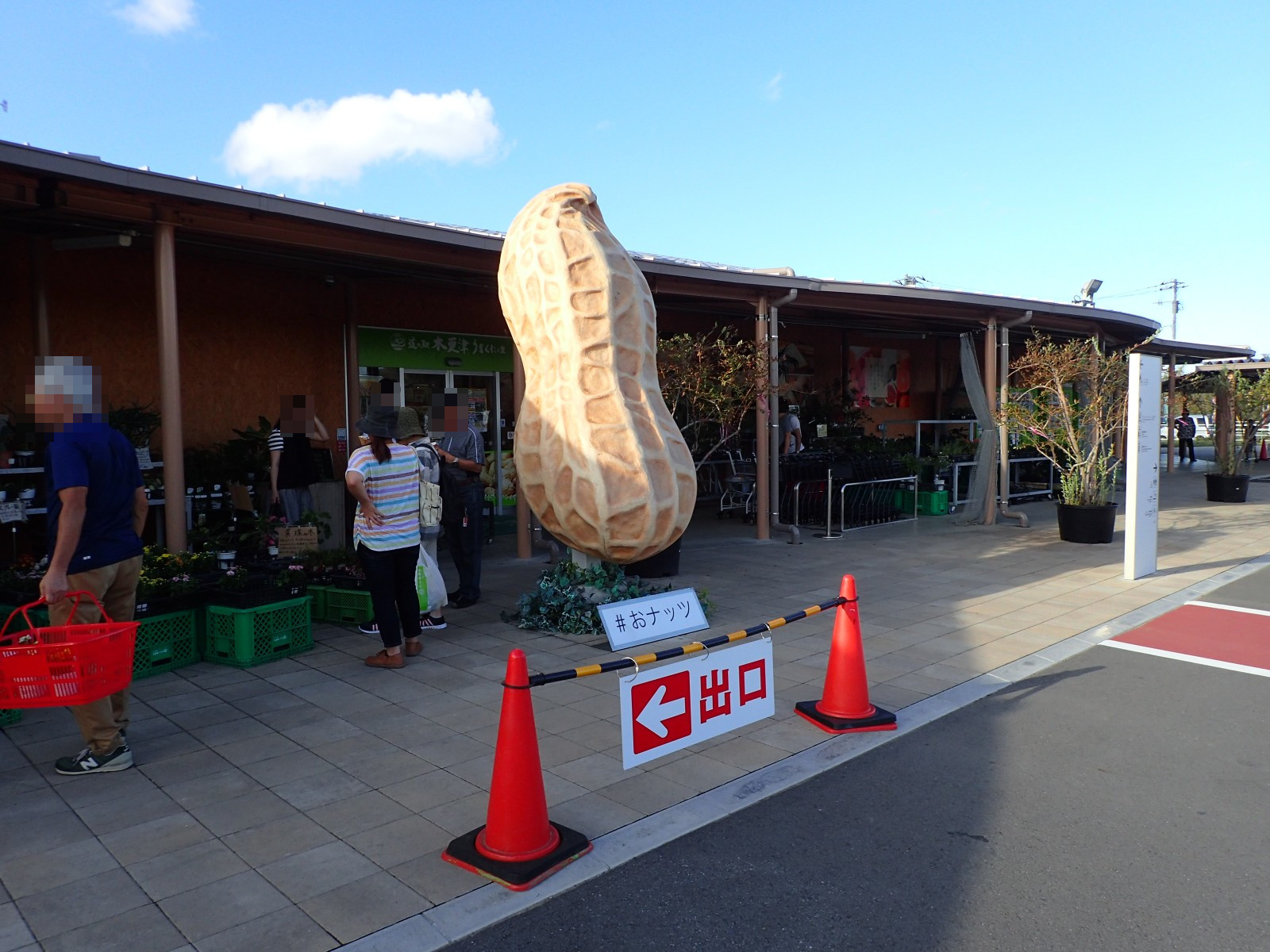
道の駅木更津 うまくたの里

駅出入口付近には木更津市との境界がある。「下郡」も木更津側の地名である。駅周辺は田園地帯が広がり、東側には山本由那城があったとされる比高30m程の台地が広がる。
国道410号沿いにコンビニや飲食店があり、千葉県道166号馬来田停車場富岡線沿いに中小商店や住宅が点在する。駅北側約700メートル先に 首都圏中央連絡自動車道（木更津東インターチェンジ）の料金所が位置する。
- 下郡郵便局 - 近隣に現存している旧局舎が「下郡郵便局旧局舎」として2004年に国の登録有形文化財に登録されている。
- 山本由那城（山本湯名城）跡 - 駅より北東200m。里見氏の支城跡。城主は家臣山本氏。
- 山本の殿の下井戸
- 十二所神社
- 道の駅木更津 うまくたの里

## 隣の駅
東日本旅客鉄道（JR東日本）
■久留里線
馬来田駅 - 下郡駅 - *上総山本駅 - 小櫃駅
*打消線は廃駅

### 記事本文

### 利用状況
1. ↑  千葉県統計年鑑 - 千葉県

千葉県統計年鑑
1. ↑  千葉県統計年鑑（平成3年）
2. ↑  千葉県統計年鑑（平成4年）
3. ↑  千葉県統計年鑑（平成5年）
4. ↑  千葉県統計年鑑（平成6年）
5. ↑  千葉県統計年鑑（平成7年）
6. ↑  千葉県統計年鑑（平成8年）
7. ↑  千葉県統計年鑑（平成9年）
8. ↑  千葉県統計年鑑（平成10年）
9. ↑  千葉県統計年鑑（平成11年）
10. ↑  千葉県統計年鑑（平成12年）
11. ↑  千葉県統計年鑑（平成13年）
12. ↑  千葉県統計年鑑（平成14年）
13. ↑  千葉県統計年鑑（平成15年）
14. ↑  千葉県統計年鑑（平成16年）
15. ↑  千葉県統計年鑑（平成17年）
16. ↑  千葉県統計年鑑（平成18年）
17. ↑  千葉県統計年鑑（平成19年）